# Telescopio

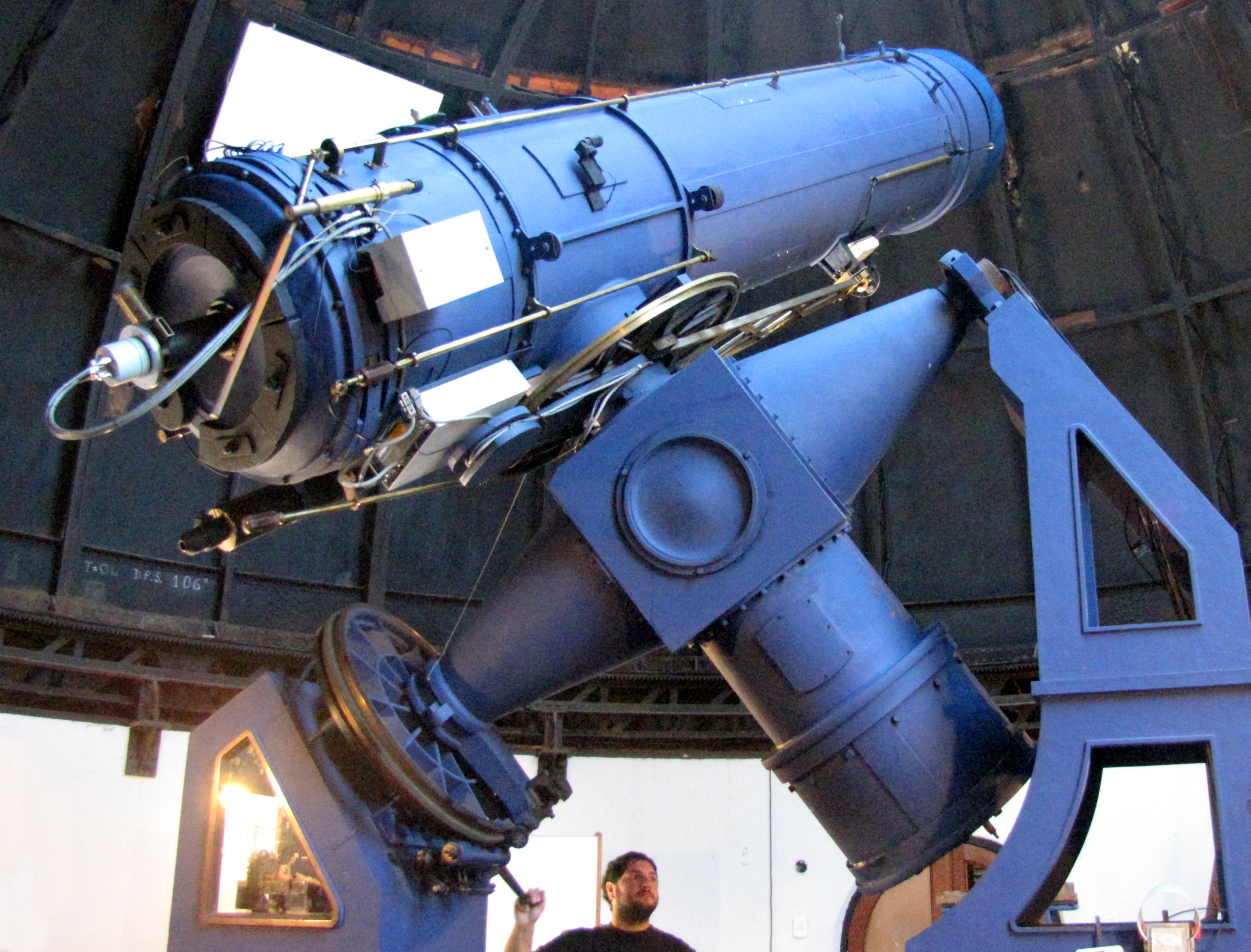
Telescopio riflettore Zeiss-Gautier

Il telescopio è uno strumento ottico che mediante il funzionamento di lenti o specchi o altri dispositivi permette la visione di oggetti spaziali lontani  attraverso l'emissione, l'assorbimento o la riflessione da parte di questi oggetti di luce o di altre radiazioni elettromagnetiche.
Sebbene con il termine "telescopio" si indichi solitamente il telescopio ottico, operante nelle frequenze della luce visibile, esistono telescopi sensibili anche alle altre frequenze dello spettro elettromagnetico.
Il nome, derivato dal greco τηλε che significa «lontano» e σκοπέω (skopeo) ovvero «guardare, osservare, ponderare», è una parola d'autore coniata dal matematico greco Giovanni Demisiani (Ἰωάννης Δημησιάνος), il 14 aprile 1611, nel banchetto offerto a Roma, dal principe Federico Cesi, in onore della cooptazione di Galileo Galilei nell'Accademia dei Lincei.

## Storia

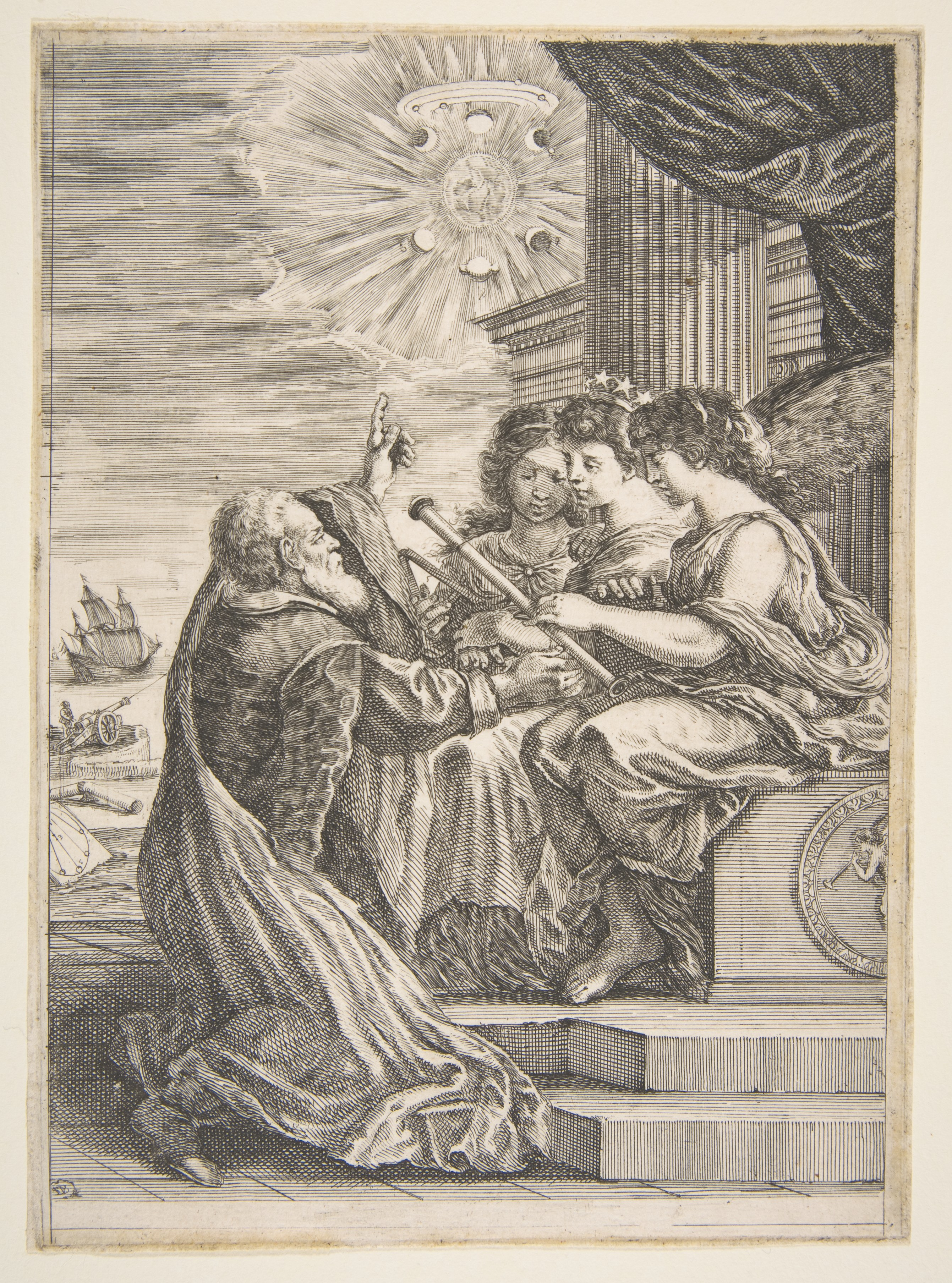
Galileo riceve il telescopio dalle personificazioni di Astronomia, Prospettiva e Matematica.

La nascita del telescopio rifrattore si può fare risalire a Galileo il quale ne mostrò la prima applicazione a Venezia nell'estate del 1609. In realtà le prime lenti furono costruite nel 1607 da ottici olandesi che le applicarono a strumenti rudimentali di pessimo potere risolutivo. Le proprietà delle lenti, nondimeno, erano note da tempo e a Galileo deve farsi risalire il merito del perfezionamento e del primo uso astronomico.

## Descrizione

### Le fasce di visibilità dei telescopi
L'atmosfera terrestre assorbe buona parte delle radiazioni elettromagnetiche provenienti dallo spazio, con l'importante eccezione della luce visibile e delle onde radio. Per questa ragione l'osservazione da terra è limitata all'uso dei telescopi ottici e dei radiotelescopi. I primi sono collocati preferibilmente in luoghi alti o isolati (montagne, deserti, ...), in modo da ridurre l'influenza della turbolenza atmosferica e dell'inquinamento luminoso.
Per l'osservazione nelle rimanenti bande dello spettro elettromagnetico (microonde, infrarosso, ultravioletto, raggi X, raggi gamma), che vengono assorbite dall'atmosfera, si utilizzano quasi esclusivamente telescopi orbitali o collocati su palloni aerostatici ad alta quota.

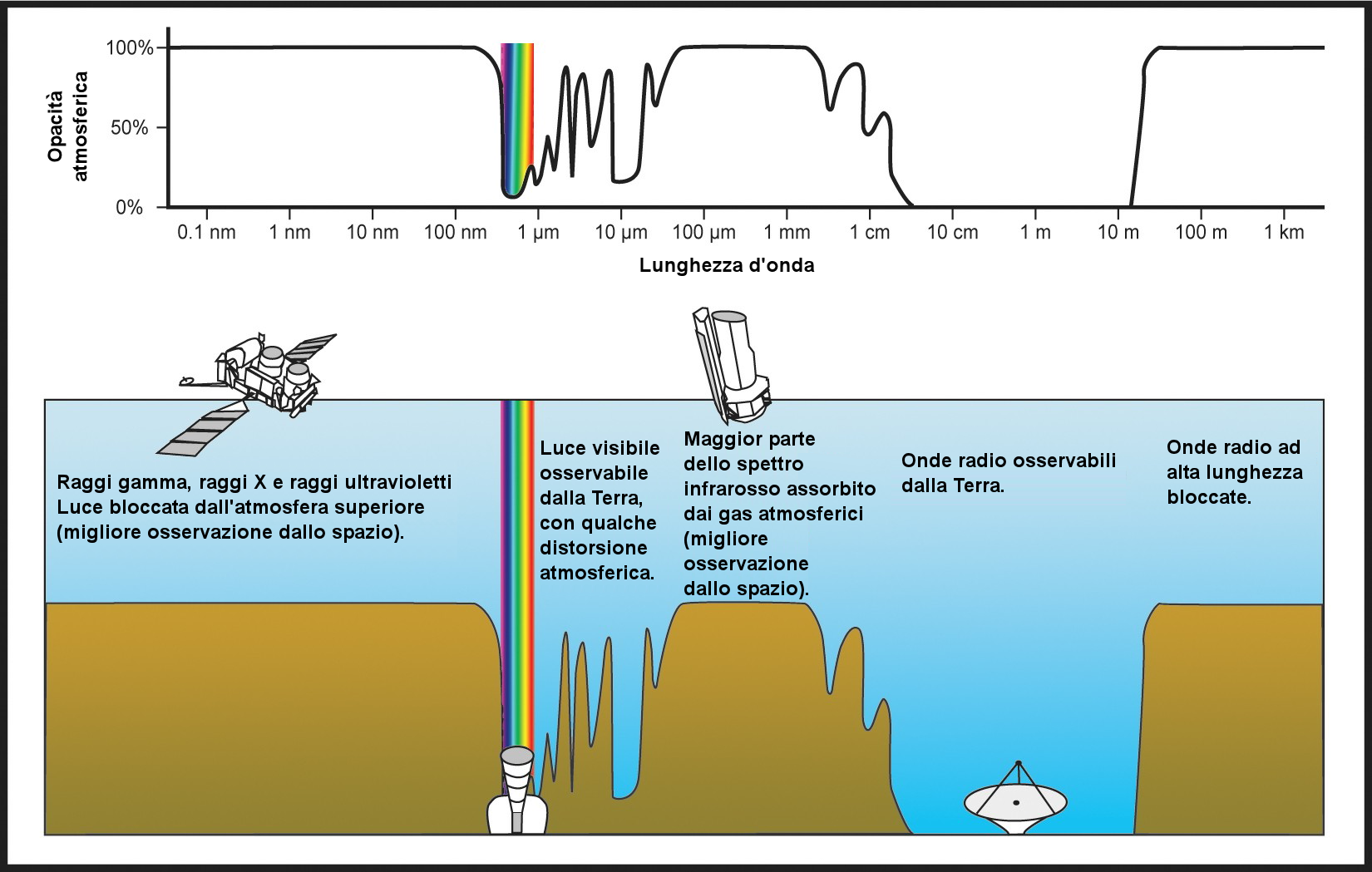
Uno schema dello spettro elettromagnetico e del relativo assorbimento atmosferico. Sono raffigurati i diversi tipi di telescopi operanti nelle diverse bande dello spettro.

### Sensori

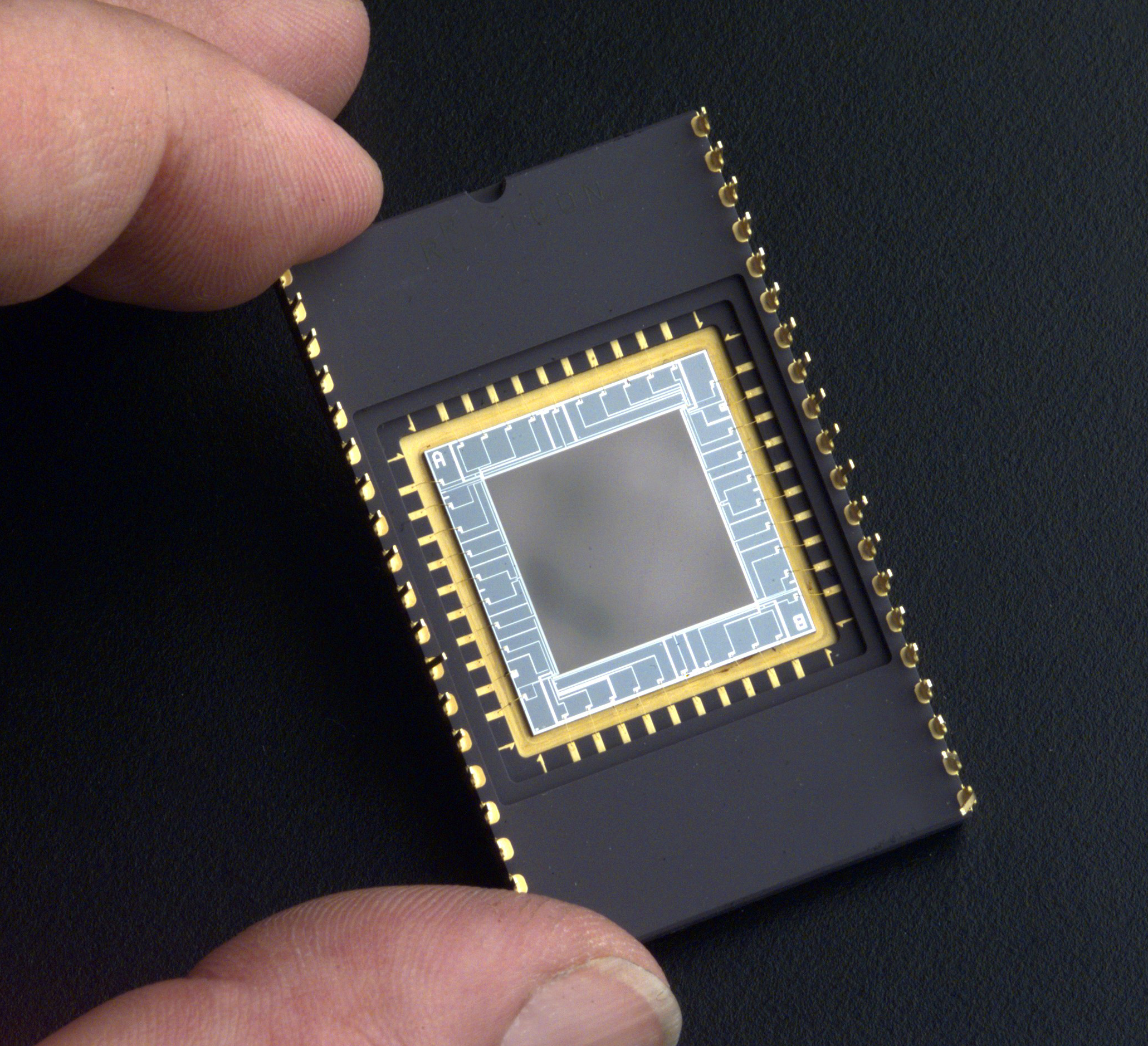
Esempio di sensore CCD

Inizialmente il sensore usato nei telescopi era l'occhio umano. In seguito la lastra fotografica prese il suo posto, e fu introdotto lo spettrografo, permettendo agli astronomi di avere informazioni sullo spettro di una sorgente. Dopo la lastra fotografica, varie generazioni di sensori elettronici come i CCD (e ultimamente in campo astrofilo anche le webcam) sono state perfezionate, ognuna con una crescente sensibilità e risoluzione. I sensori CCD permettono di realizzare strumenti con elevata profondità di campo o con elevata risoluzione a seconda delle necessità dello strumento. Il telescopio Pan-STARRS per esempio essendo stato sviluppato per individuare i potenziali asteroidi in rotta di collisione con la Terra necessita di una elevata risoluzione e quindi utilizza una serie di 60 CCD che generano 1,9 gigapixel per scatto.
I telescopi moderni contengono numerosi strumenti tra cui scegliere quello più adatto: camere per immagini, con diversa risposta spettrale. Spettrografi per varie lunghezze d'onda. Polarimetri, che possono rilevare la direzione della luce polarizzata, eccetera.

### Telescopi ottici

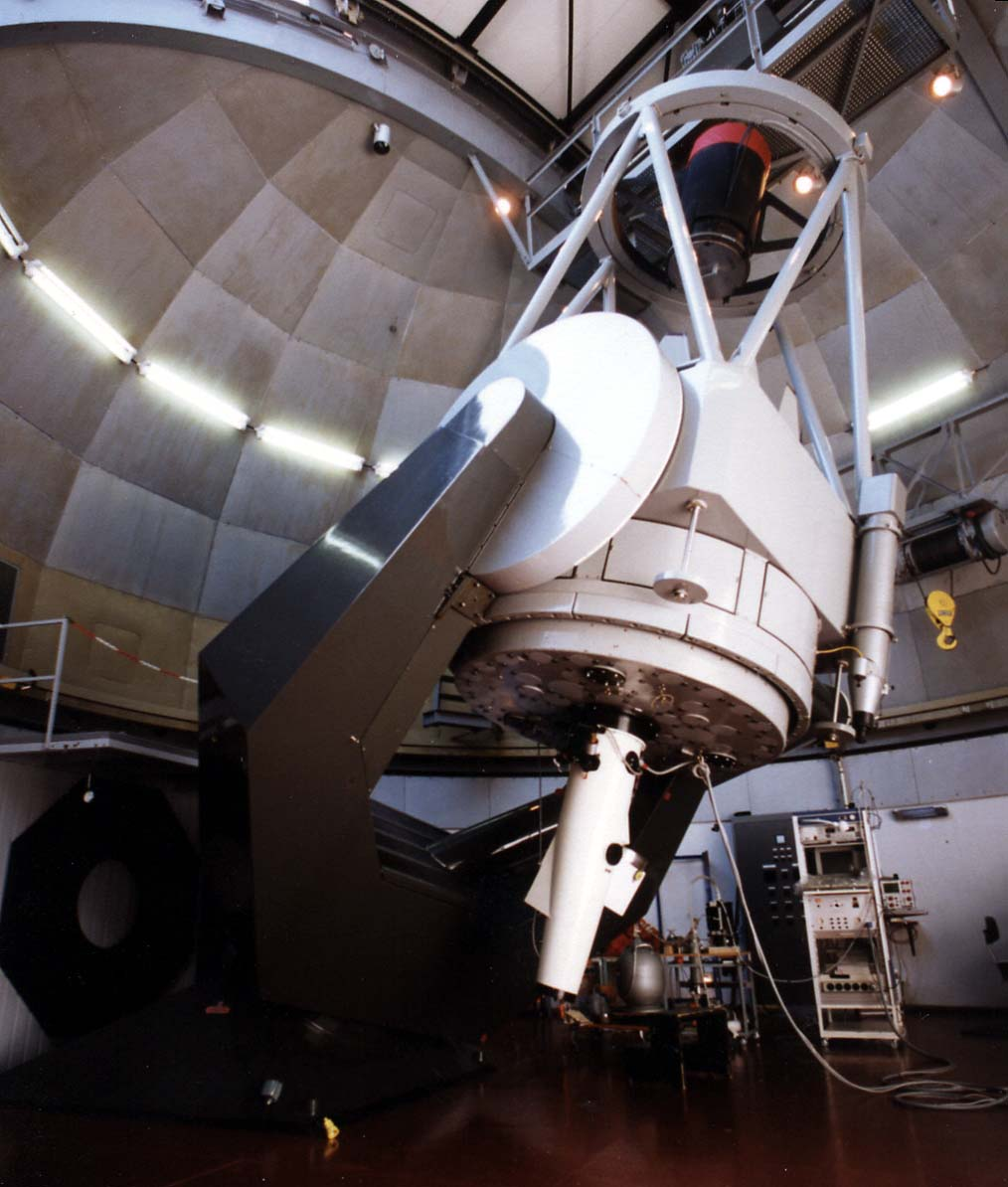
Moderno telescopio riflettore da 1,5 metri

I telescopi ottici si dividono principalmente in due classi in base al tipo di elementi ottici utilizzati: i rifrattori e i riflettori.
- Il telescopio rifrattore, grazie a un insieme di lenti (sistema diottrico), sfrutta il fenomeno della rifrazione per focalizzare l'immagine.
- Il telescopio riflettore, grazie a un insieme di specchi (sistema catottrico), sfrutta il fenomeno della riflessione per focalizzare l'immagine.

Esistono tuttavia molti schemi ottici misti (detti sistemi catadiottrici) che, pur utilizzando come elemento principale uno specchio (specchio primario) e per questo rientrano nei telescopi riflettori, sono dotati di elementi correttivi a lenti.
Le aperture superiori al metro sono di dominio incontrastato dei telescopi riflettori. Oltre una certa dimensione infatti le lenti diventano talmente costose e pesanti da rendere tecnicamente ed economicamente impraticabile il loro utilizzo.

### Telescopio solare

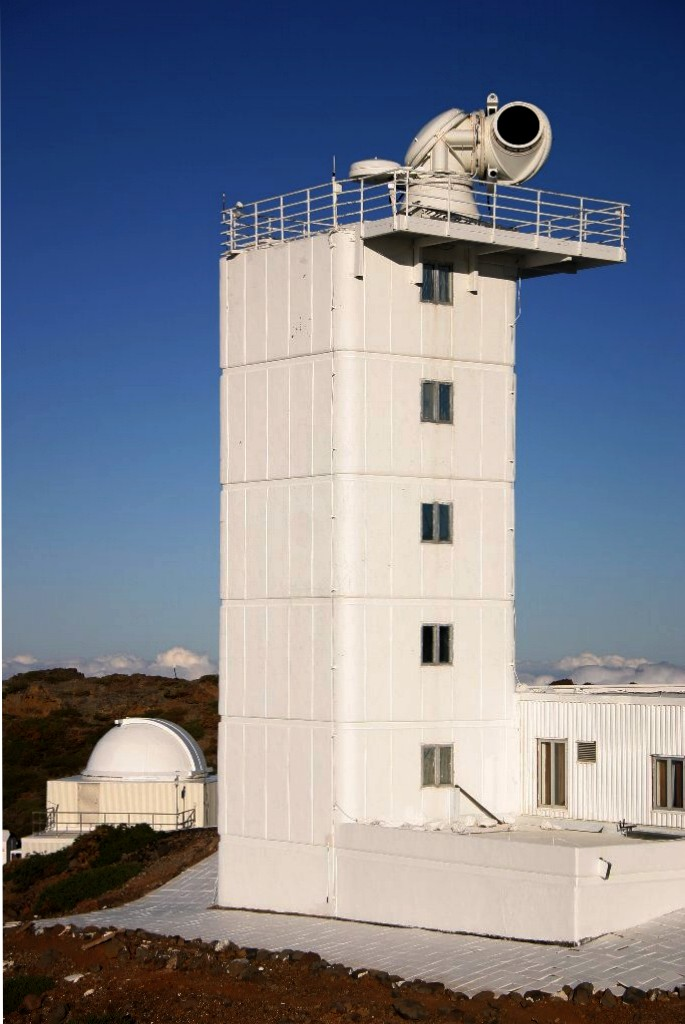
Telescopio Swedish Solar

Il telescopio solare è progettato per lo studio del Sole, di solito a lunghezza d'onda visibile. Viene utilizzato di giorno e per evitare che la grande quantità di luce lo surriscaldi, viene tenuto a vuoto o in elio. A differenza dei telescopi ottici hanno una maggiore distanza focale, uno specchio più piccolo per evitare la diffrazione dell'immagine e spesso sono fissi alla base della struttura, mentre un eliostato dirige la luce verso di essi.

### Radiotelescopi

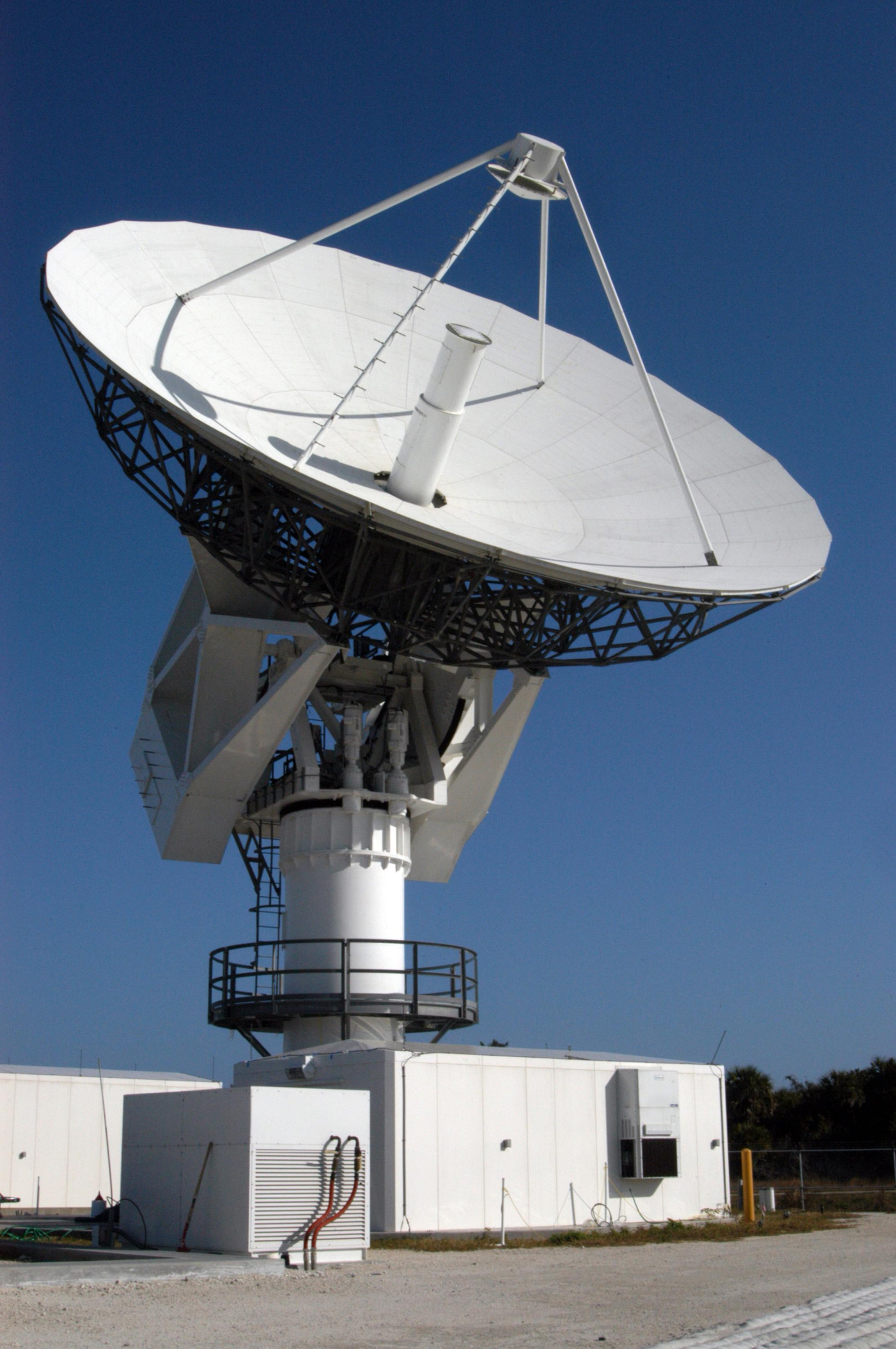
Un radiotelescopio

I radiotelescopi sono antenne radio che, al pari degli specchi dei telescopi che lavorano in ottico, focalizzano la radiazione amplificandola nel fuoco geometrico dell'antenna (dove è posto il detector) che raccoglie il segnale radio. Le antenne sono a volte costituite da una griglia di fili conduttori, le cui aperture sono più piccole della lunghezza d'onda osservata.
I radiotelescopi sono spesso usati a coppie, o in gruppi più numerosi, per ottenere diametri "virtuali" proporzionali alla distanza tra i telescopi (vedi la voce sull'interferometria). I gruppi più grandi hanno collegato telescopi sui lati opposti della Terra.
I radiotelescopi lavorano sulle frequenze radio degli oggetti celesti, compiendo osservazioni in questo settore dell'astronomia che presenta il vantaggio di non dipendere (come nel settore ottico) né dalle condizioni meteorologiche, né dall'alternanza giorno-notte.

## Telescopi gamma e raggi X
I telescopi per raggi X e raggi gamma hanno altri problemi, principalmente derivanti dal fatto che questi raggi possono attraversare il metallo e il vetro. Usano in genere degli specchi a forma di anello, messi quasi paralleli al fascio di luce incidente, che viene riflessa di pochi gradi: questa caratteristica determina una differenza di qualità costruttiva e tecnica del telescopio. Gli specchi sono in genere una sezione di parabola ruotata.

### Telescopio Čerenkov
Il telescopio Cerenkov rivela la caratteristica radiazione (Radiazione Čerenkov) emessa da particelle gamma che attraversano l'atmosfera. Queste particelle assorbite dall'alta atmosfera terrestre originano un segnale che è da considerare l'equivalente del "bang" supersonico per le onde sonore, le particelle infatti viaggiano a una velocità maggiore rispetto a quella della luce (della luce nell'aria, ma comunque a velocità inferiore di quella della luce nel vuoto). Il lampo Čerenkov viaggia nella stessa direzione dello sciame, e può essere rivelato dai telescopi Čerenkov. Esso consta di uno specchio primario e di un secondario dove è posta la strumentazione di rivelazione. Questi telescopi vengono denominati "IACT" (Imaging Air Čerenkov Telescopes). Tra gli esperimenti attualmente in funzione che sfruttano tale tecnica spiccano le collaborazioni MAGIC, H.E.S.S., CANGAROO e VERITAS.

## Interferometria ottica e radio

Schema di un sistema di interferometria ottica

L'esigenza di aumentare sempre più le dimensioni dei rivelatori (ottici e radio) e quindi di migliorare la risoluzione delle immagini dei corpi celesti, ha sviluppato un sistema che supera i limiti fisici degli strumenti a disposizione. Questo metodo è quello dell'interferometria. Esso sfrutta la possibilità di integrare i segnali di due strumenti posti a una certa distanza, di elaborarli e di ottenere un'unica immagine contenente le caratteristiche di entrambi gli strumenti: con il vantaggio di considerare la loro distanza come il diametro dell'obiettivo o del rivelatore.
Il metodo interferometrico viene applicato sia in radioastronomia e quindi sulle lunghezze radio, che in campo ottico. Quest'ultimo è un campo di applicazione più recente, più complesso di quello radio, ma che trova già le prime applicazioni pratiche nei nuovi telescopi.

## Montature per telescopi

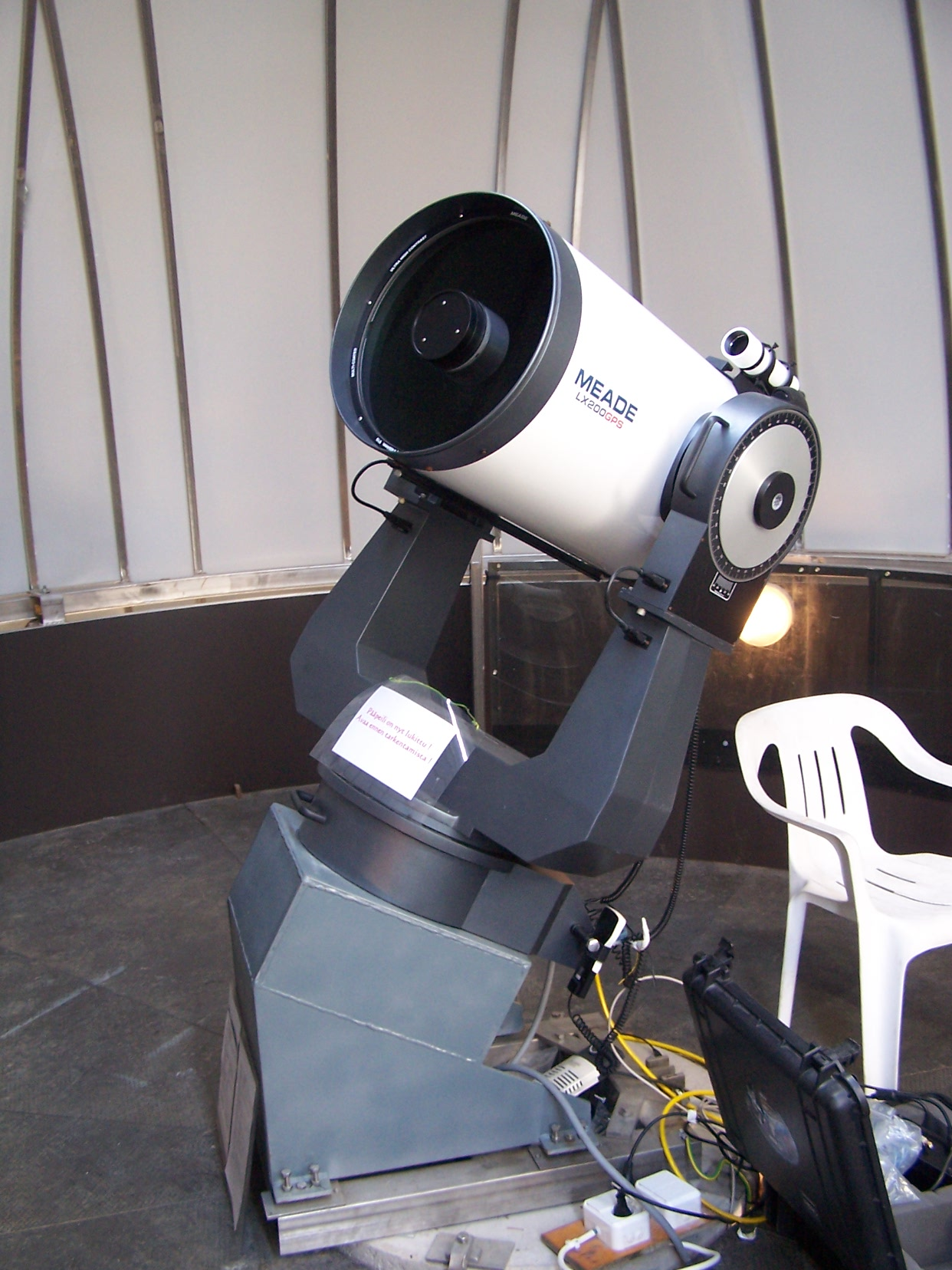
Telescopio per impieghi amatoriali con puntamento computerizzato

Per montatura di un telescopio s'intende la struttura meccanica che si occupa di sostenere la componente strumentale ottica e la relativa strumentazione osservativa: fotometro, spettrografo, CCD, ecc.
La montatura ha anche la fondamentale funzione di compensare il moto di rotazione della Terra e dunque il moto apparente degli astri da est verso ovest, eseguendo un moto di rotazione in senso opposto a quello apparente del cielo. In questo modo l'oggetto da osservare rimarrà sempre al centro del campo d'osservazione.
Una montatura per essere considerata efficiente deve soddisfare i seguenti requisiti:
1. requisito meccanico, la montatura deve essere improntata alla massima rigidità; esente da flessioni o vibrazioni, che mantenga una velocità costante nel suo moto di inseguimento in modo da mantenere sempre al centro del campo visivo l'oggetto inquadrato senza fughe. Infine deve essere costituita da una meccanica precisa ed esente da giochi meccanici che possano precludere la sua precisione.
2. requisito elettronico, un elemento importante per un telescopio è oramai la presenza di un controllo elettronico dei movimenti, in modo da potere gestire tramite una pulsantiera o persino un computer la gestione e il puntamento dei corpi celesti.
3. requisito informatico, ossia il software che sia in grado di comunicare con l'elettronica e la meccanica dello strumento. Questo requisito consente non solo di puntare un oggetto, ma anche di annullare gli errori strumentali tramite correzioni del moto e persino la possibilità di gestire lo strumento per via remota, per esempio via internet.

### Tipi di montature
Le montature per telescopi si dividono in due categorie principali: montature altazimutali e montature equatoriali.

#### Montatura altazimutale
È la montatura più semplice da costruire, costituita dal moto dei due assi principali azimut ed elevazione. Il telescopio, per mantenere l'oggetto osservato al centro del campo, deve eseguire dei moti nei due assi: l'orizzontale e il verticale. Inoltre è presente un altro inconveniente: la rotazione del campo.
Tutto questo è risolto da un sistema di motori controllati da un computer, il quale provvede a mantenere sempre perfetto il puntamento. Questo tipo di montatura è utilizzato nei telescopi amatoriali più economici oppure per i telescopi professionali di grandi dimensioni, a causa della maggior semplicità e leggerezza della stessa: requisito indispensabile per sostenere specchi del diametro di alcuni metri, sorretti da strutture pesanti diverse tonnellate.
La generazione attuale di telescopi presenta un diametro massimo di specchio singolo di circa 8 metri, ma sono in progetto telescopi da 30, 50 e anche 100 metri, composti dall'unione a mosaico di più specchi di diversa curvatura: tutti questi telescopi usano montature altazimutali o, in alcuni casi, montature di derivazione altazimutale. A livello amatoriale sono preferite da coloro che si dedicano alla sola visione grazie alla loro semplicità d'uso.

#### Montature equatoriali
Esistono diversi tipi di montature equatoriali, accomunati però dalla caratteristica fondamentale di avere uno degli assi di rotazione inclinato in funzione della latitudine del luogo. Questa inclinazione consente (a fronte di un puntamento della montatura rispetto al Polo Nord Celeste) di "inseguire" i corpi celesti mediante un solo movimento, semplificando rispetto a una montatura altazimutale la modalità di inseguimento. La presenza di un solo moto, infatti, consente anche per i telescopi amatoriali di raggiungere il medesimo scopo, senza dovere avere l'ausilio di sofisticata attrezzatura e software di supporto: un semplice motorino con un tempo di rotazione di 24 ore è sufficiente. Il più grande telescopio a montatura equatoriale è il famoso telescopio Hale presso l'Osservatorio di Monte Palomar, del diametro di cinque metri.
I tipi di montature equatoriali sono:
- Montatura alla tedesca o di Fraunhofer;
- Montatura inglese;
- Montatura fotografica;
- Montatura Porter o a ferro di cavallo.

Queste montature si differenziano in base ad alcune differenze costruttive e tecniche, utilizzabili di volta in volta in base alle esigenze.
A livello amatoriale, questo tipo di montatura è la preferita da coloro che si dedicano all'astrofotografia in quanto, una volta messa in stazione, garantisce un migliore inseguimento durante l'esposizione dell'oggetto celeste, senza la necessità di una attrezzatura apposita per la compensazione della rotazione di campo.
Alcune montature possono essere convertite da una tipologia all'altra, per esempio una montatura altazimutale a forcella può essere convertita in equatoriale con l'inserimento di un cuneo equatoriale, oppure alcune montature alla tedesca possono essere azzerate e utilizzate come fossero altazimutali.

#### La montatura altitude-altitude (alt-alt)
Un tipo particolare di montatura è la montatura detta alt-alt mount o più tecnicamente altitude-altitude. Essa si colloca a metà strada fra la montatura equatoriale e la montatura altazimutale. Si tratta di una montatura all'inglese modificata la cui culla principale (la struttura meccanica ove è alloggiato il telescopio) anziché puntare al Nord celeste, è parallela al suolo. La montatura presenta il vantaggio di scaricare le masse al centro ideale gravitazionale dello strumento distribuendole in maniera equivalente su due assi (nella montatura inglese tutto il peso gravita sull'asse che punta al Polo Sud) senza dare luogo alle flessioni tipiche della montatura a forcella.
Per contro si ha, come nella montatura altazimutale, la rotazione di campo che è in funzione sia della declinazione strumentale che della latitudine locale ove si trova lo strumento. Tuttavia, quando lo strumento lavora su oggetti che si trovano in prossimità dell'equatore celeste, la rotazione di campo è pressoché eguale a zero. In via teorica la montatura può non essere allineata, ma un allineamento degli assi Nord-Sud o Est-Ovest è essenziale per ridurre il fenomeno della rotazione di campo sopra accennato.

#### Montature per telescopi solari

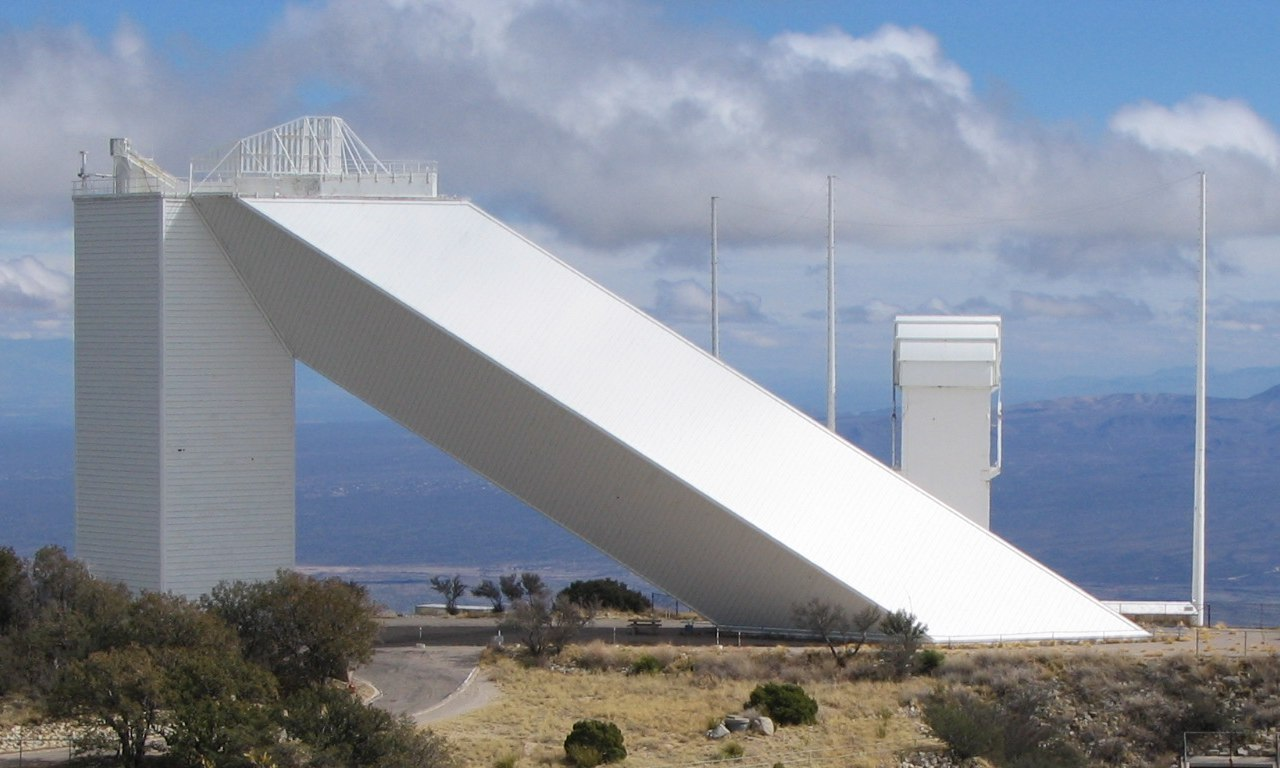
Osservatorio solare all'Osservatorio di Kitt Peak (notare le dimensioni del complesso)

Le montature per telescopi solari differiscono per vari particolari da quelle costruite per i telescopi destinati all'osservazione della volta celeste. I telescopi solari posseggono focali lunghissime ed è impossibile movimentare un tubo ottico di tali dimensioni; lo specchio inoltre non è parabolizzato, ma sferico. La montatura di un telescopio solare è la parte ottica meccanica che serve a indirizzare la luce del Sole in un tubo che è o coricato sul terreno, o perpendicolare a esso, o leggermente inclinato e che presenta dimensioni che variano da 30 metri a qualche centinaio di metri.
Tramite un sistema di specchi si opera il rinvio della sorgente luminosa solare all'interno del tubo ottico ove l'immagine subisce il consueto trattamento: ingrandimento, focalizzazione, osservazione e studio. Lo strumento destinato a raccogliere l'immagine del Sole e a indirizzarla nel tubo ottico prende il nome di eliostato.
L'eliostato è composto da uno specchio piano inclinato equatorialmente che ruota per inseguire il Sole e che dirige l'immagine catturata su un secondo specchio piano che rinvia l'immagine allo specchio principale sferico, che a sua volta provvede ad amplificarla e focalizzarla nel fuoco geometrico dello specchio principale dove si trova la strumentazione.

A motivo della doppia riflessione lo specchio primario (equatorialmente inclinato) non compie un'intera rotazione su se stesso in 24 ore (circa), bensì in 48 ore (circa). Lo specchio principale va spostato durante i diversi periodi dell'anno a motivo della diversa altezza del Sole sull'orizzonte in inverno, primavera, ed estate.

## Telescopi celebri

### Telescopi in orbita

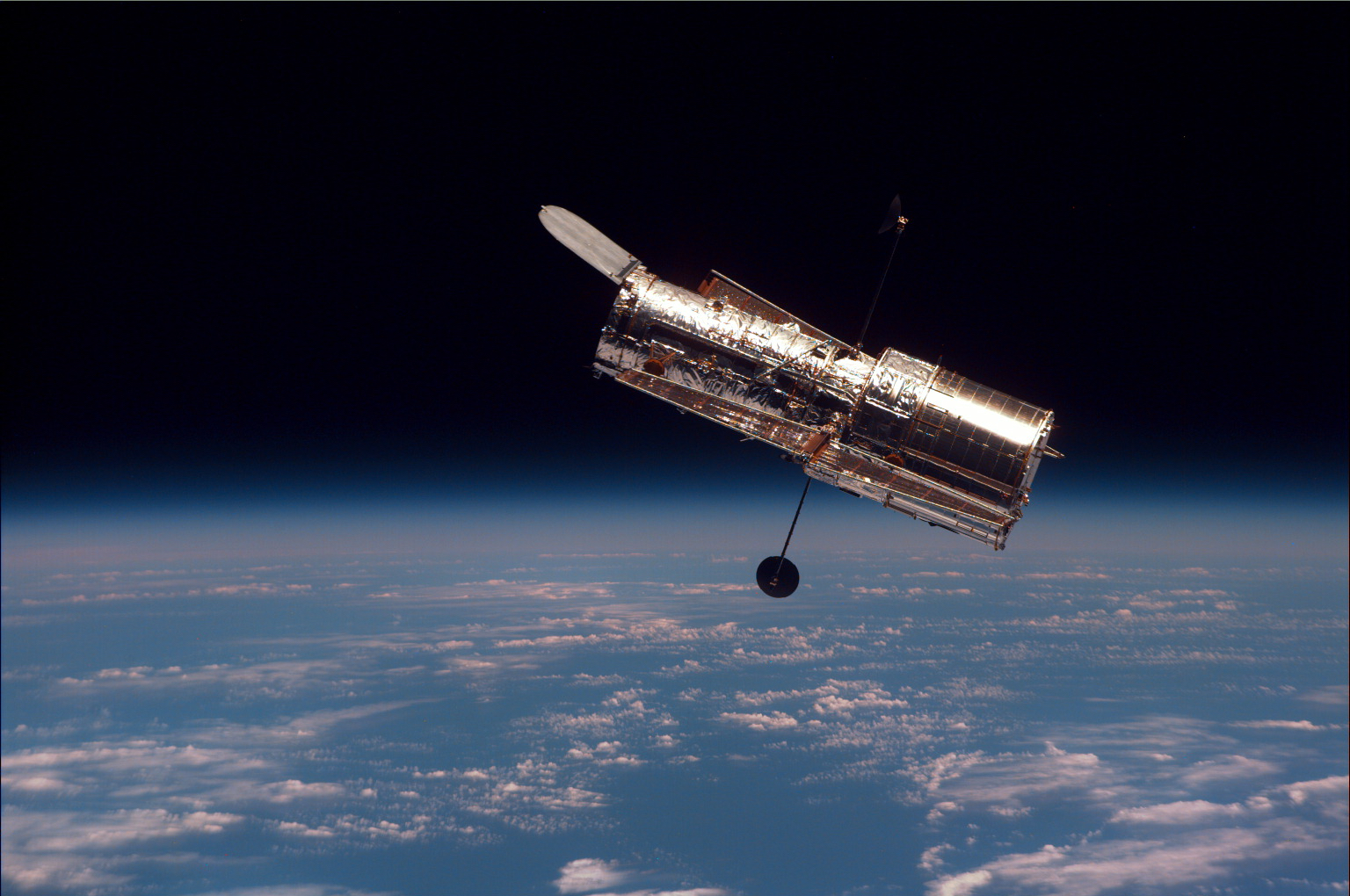
Hubble Space Telescope (HST) il famoso telescopio spaziale.

- Il telescopio spaziale Hubble si trova in orbita, fuori dall'atmosfera terrestre, per evitare che le immagini siano distorte dalla rifrazione. In questo modo il telescopio lavora sempre al suo limite di diffrazione, e può essere usato per osservazioni nell'infrarosso e nell'ultravioletto.
- Il telescopio spaziale Spitzer è un osservatorio spaziale che osserva nell'infrarosso. Costruito dalla NASA, Jet Propulsion Laboratory e il California Institute of Technology e lanciato il 25 agosto 2003, è il quarto e ultimo del progetto "Grandi Osservatori" della NASA.
- COROT è una missione dell'agenzia spaziale francese (CNES) in cooperazione con l'Agenzia Spaziale Europea, per lo studio delle superfici stellari e l'individuazione di pianeti extrasolari.
- Arkyd è il primo telescopio spaziale finanziato mediante il crowdfunding e sviluppato da Planetary Resources. Lanciato nel 2014 è però esploso subito dopo.
- Il telescopio spaziale James Webb è un telescopio spaziale per l'infrarosso, gestito in cooperazione tra NASA, CSA e Agenzia spaziale europea.
- Il Simbol-X un progetto ASI e CNES inizialmente previsto per il 2014 ma poi cancellato per problemi di budget.

### Telescopi ottici

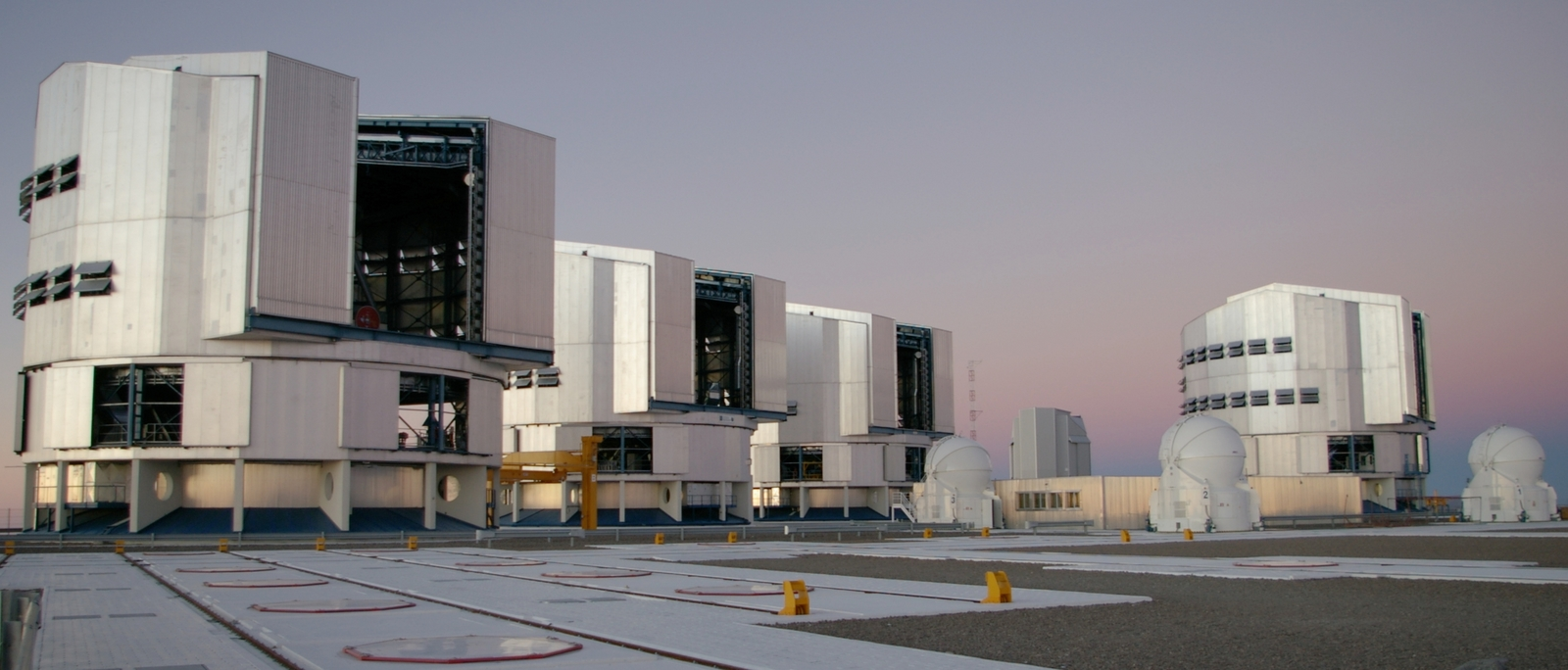
Il complesso Very Large Telescope

- Il Very Large Telescope (VLT) è un complesso composto da quattro telescopi ognuno di 8 metri di diametro. Appartenente all'ESO e costruito nel deserto di Atacama in Cile, può funzionare come quattro telescopi separati o come uno solo, combinando la luce proveniente dai quattro specchi.
- Il più grande specchio singolo è quello del telescopio Keck, con diametro di 10 metri. Il Keck è però composto da 36 segmenti più piccoli.
- Il Large Binocular Telescope (LBT) è un telescopio binoculare composto da due specchi da 8,4 metri di diametro montati in un'unica montatura.
- Esistono molti progetti per telescopi ancora più grandi, per esempio l'European Extremely Large Telescope (telescopio estremamente grande), in genere chiamato E-ELT, con l'obiettivo di un diametro di 39 metri.
- Il telescopio Hale posto sul Monte Palomar, largo 5 metri, è stato per molto tempo il più grande. Ha un singolo specchio di borosilicato (Pyrex (tm)), che fu notoriamente difficile da costruire. Anche la montatura è unica, una montatura equatoriale senza forcella, che nonostante ciò permette al telescopio di puntare molto vicino al polo celeste.
- Il telescopio del Monte Wilson, da 2,5 metri, fu usato da Edwin Hubble per provare l'esistenza delle galassie, e per analizzare il loro spostamento verso il rosso. È adesso parte di un array assieme ad altri telescopi sullo stesso monte, ed è ancora utile per ricerche avanzate.
- Il rifrattore da 102 centimetri dello Yerkes Observatory nello Stato del Wisconsin, USA, è il più grande rifrattore orientabile al mondo.

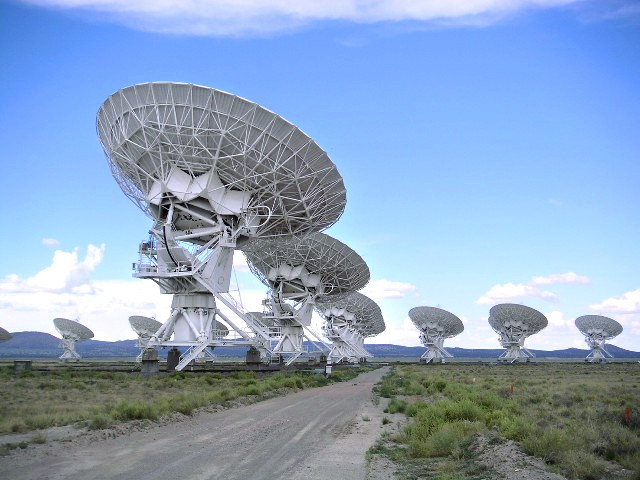
Radiotelescopi del Very Large Array

### Radiotelescopi
- Il radiotelescopio di Arecibo, distrutto nel 2020 in seguito al terremoto di Porto Rico, era il più grande al mondo con i suoi 300 metri di diametro. Era utilizzato per le indagini radio di pianeti e oggetti celesti.
- Very Large Array
- Radiotelescopio di Noto (SR)
- Radiotelescopio di Medicina (BO)
- Radiotelescopio di San Basilio (CA)